# T.J. Humphreys
T.J. Humphreys (ur. 1970 w Carmel w stanie Kalifornia) – amerykański kulturysta i model. Ukończył Arkansas State University. Sportem kulturystycznym zajmuje się od 2004. W kwietniu 2007 pojawił się na okładce magazynu „Muscle & Fitness”. 
Mieszka w Dallas w Teksasie. Jest żonaty z Nikki i ma sześcioro dzieci.

## Wymiary
- wzrost: 183 cm
- waga poza sezonem: 100 kg
- waga w sezonie: ~102-105 kg

## Osiągnięcia w kulturystyce
| Rok        | Federacja kulturystyczna          | Mistrzostwa            | Kategoria   | Rezultat      |
| ---------- | --------------------------------- | ---------------------- | ----------- | ------------- |
| 2005-07-30 | NPC (National Physique Committee) | USA Championships      | waga ciężka | poza czołówką |
| 2006-11-11 | NPC (National Physique Committee) | National Championships | waga ciężka | XIV m-ce      |